# Лагутин, Борис Львович
Борис Львович Лагутин (1915 — ?) — советский учёный-гидролог, лауреат Сталинской премии 1951 г. Участник Великой Отечественной войны, техник-лейтенант.

## Биография
Родился в Смоленске 10 июля 1915 г.
В 1931—1934 гг. рабочий-металлист на заводе «Серп и молот».
В 1934 г. поступил на океанологическое отделение Московского гидрометеорологического института, которое окончил в 1939 г.
В 1944 г. отозван из армии для работы в Государственном океанографическом институте. Возглавлял отдел течений, секторы специальных и навигационных пособий, с 1966 г. заведующий лабораторией приливов.

## Научная деятельность
Участвовал в организации и проведении межведомственных экспедиций в северных и дальневосточных морях, на Чёрном, Азовском и Каспийском морях.
Кандидат технических наук (1956). Автор около 60 печатных работ.

## Премии и награды
- Сталинская премия 1951 года — за работу в области морской техники.
- Медаль «За оборону Ленинграда» (31.07.1943)
- Медаль «За победу над Германией в Великой Отечественной войне 1941—1945 гг.»
- Оден Отечественной войны II степени (06.04.1985).